# The Outsiders (película)
The Outsiders,  titulada en España y algunos países de Hispanoamérica Rebeldes, es la adaptación cinematográfica de la novela The Outsiders de S. E. Hinton, dirigida por Francis Ford Coppola. La película lanzó al estrellato a sus protagonistas: C. Thomas Howell, Ralph Macchio, Matt Dillon, Heather Langenkamp, Patrick Swayze, Rob Lowe, Diane Lane, Emilio Estévez y Tom Cruise.

## Argumento
Ponyboy Curtis es un chico de 14 años (Colorín y de ojos grises) que pertenece a la clase baja de la ciudad de Tulsa (Oklahoma), los Greasers, junto a sus dos hermanos Sodapop (Soda, 16 años, rubio de ojos oscuros que trabaja en una gasolinera junto a Steve, su novia es Sandy) y Darry (20 años, castaño de ojos azules, mide 1.90 app). Sus padres murieron en un accidente de coche. El resto de su pandilla son: Winston Dallas (Rubio de ojos azules, su novia el Sylvia), Steve, Johnny y Two-bit. Entre la clase baja, caracterizada por sus pocos recursos y sus escasas posibilidades de progresar y conseguir un futuro mejor, y la clase alta, los Socs, integrantes de familias adineradas dueñas de grandes empresas, siempre ha existido rivalidad, fácilmente resuelta con peleas entre las bandas. Pero todo cambia cuando esta tensión estalla.
Los problemas comienzan una noche en la que Dallas, Ponyboy y Johnny deciden colarse en el autocine, territorio neutral tanto para Greasers como para Socs. Allí conocen a Cherry Valance y a su amiga Marcia, dos chicas de buena familia. Ponyboy descubre que Cherry no es como los otros Socs que había conocido antes. Después de la llegada de Two-bit, el grupo de amigos deciden acompañar a las dos muchachas a casa. Sin embargo, durante el camino aparecen Bob Sheldon y Randy Adderson, sus novios. Para evitar peleas innecesarias las chicas deciden marcharse con ellos. 
Ponyboy y Johnny deciden ir a un descampado, donde se quedan dormidos durante algunas horas. Cuando Pony regresa a casa, a la una de la madrugada, descubre que sus dos hermanos han estado esperándole levantados. Darry, como hermano mayor y tutor legal de los chicos, se enfada terriblemente con él y con Soda por intentar defenderlo. Ponyboy sale huyendo y se reúne con Johnny para escaparse. Una vez calmado, se detienen en un parque, con la mala suerte de que en ese mismo momento, Bob, Randy y otros tres chicos borrachos pasan por allí. Tras el intercambio de comentarios despectivos, los Socs intentan ahogar a Ponyboy en una fuente. Johnny, ansioso y aterrado, apuñala a Bob, causando accidentalmente  su muerte. Los chicos, sin saber lo que deben hacer, buscan la ayuda de Dallas.
Dally les da dinero y una pistola cargada y les aconseja esconderse en una iglesia abandonada en Windrixville. Durante su estancia allí, deciden cortarse el pelo de forma que no puedan reconocerlos. Pony lee en voz alta Lo que el viento se llevó para Johnny y recita el poema "Nothing Gold Can Stay", de Robert Frost, que tendrán un importante significado para los dos a lo largo de la historia.
Cuando Dallas va a comprobar cómo se encuentran los chicos, se revela que la tensión entre los Greasers y Socs ha aumentado desde la muerte de Bob. Johnny decide entregarse y Dally se compromete a llevar a los niños de vuelta a casa. En su regreso a la ciudad, se dan cuenta de que la iglesia en la que habían estado escondiendo se ha incendiado y varios escolares están atrapados dentro. Pony y Johnny corren dentro de la iglesia en llamas para intentar salvarlos, pero Ponyboy queda inconsciente por el humo. En el hospital, descubre que él y Dally no están heridos graves, pero sí Johnny: un pedazo del techo de la iglesia cayó sobre él y le rompió la espalda. Sodapop y Darry llegan al hospital; estos rompen a llorar de alivio al saber que su hermano está vivo. 
A la mañana siguiente los periódicos declaran a Pony y Johnny héroes, aunque acusan a Johnny de homicidio involuntario por la muerte de Bob. Two-Bit les dice que la rivalidad constante entre los dos grupos se saldará con una pelea. Más tarde, visitan a Johnny, que se encuentra en estado crítico, en el hospital.
En su camino a casa, Pony se encuentra con Cherry y hablan. La chica le dice que no está dispuesta a visitar a Johnny en el hospital porque él mató a su novio. Pony le llama traidora, pero después de explicar sus motivos, los dos quedan como buenos amigos.
Dally, después de escapar del hospital, aparece justo a tiempo para la pelea, que ganan Los Greasers. Después Pony y Dally se apresuran en ir a ver a Johnny y contarle de su victoria, y éste después de decirle sus últimas palabras a Pony ("Sé/ mantente dorado") muere. Dally, destrozado, sale de la habitación y huye. Pony regresa a casa sintiéndose confundido y desorientado.
Esa misma noche, Dally llama a la casa de los hermanos Curtis para avisar de que ha robado en una tienda y que le está persiguiendo la policía. El grupo de amigos lo encuentran, pero ven que Dally está apuntando un arma descargada a la policía. Un agente dispara a Dally y él muere al instante. Ponyboy se abruma y se desmaya. Recupera la conciencia y permanece en cama durante varios días debido a una conmoción. 
Cuando Ponyboy retoma la escuela, sus calificaciones bajan. A pesar de que está suspendiendo Lengua, su maestro, el Sr. Syme, promete que podrá aprobar si escribe una redacción decente. Es entonces cuando descubre que en la copia de Lo que el viento se llevó que Johnny le dio antes de morir hay una nota suya. En ella describe cómo él va a morir sintiéndose orgulloso de haber salvado a los niños del fuego. Johnny también insta a Ponyboy, una vez más, a "permanecer dorado". Ponyboy decide escribir su redacción de Lengua acerca de los acontecimientos ocurridos recientemente y comienza su ensayo con la línea que inicia la novela: "Cuando salí a la luz del sol después de la oscuridad de la sala de cine, tenía sólo dos cosas en mente: Paul Newman y el viaje de vuelta a casa..."

## Reparto
Greasers
- C. Thomas Howell como Ponyboy Curtis.
- Matt Dillon como Dallas «Dally» Winston.
- Ralph Macchio como Johnny Cade.
- Patrick Swayze como Darrel «Darry» Curtis.
- Rob Lowe como Sodapop Curtis.
- Emilio Estévez como Two-Bit Matthews.
- Tom Cruise como Steve Randle.
- Glenn Withrow como Tim Shepard.

Socs
- Diane Lane como Sherri «Cherry» Valance.
- Leif Garrett como Robert «Bob» Sheldon.
- Darren Dalton como Randy Anderson.
- Michelle Meyrink como Marcia.

Otros
- Tom Waits como Buck Merrill.
- Gailard Sartain como Jerry Wood.
- S. E. Hinton como enfermera en el cuarto de hospital de Dally.
- William Smith como empleado de tienda.
- Tom Hillmann como greaser en puesto de comida.